# Дрягловский
Дрягловский — хутор в Нехаевском районе Волгоградской области России, административный центр Успенского сельского поселения.
Население — 12 (2010).

## История
Хутор относился к юрту станицы Тепикинской Хопёрского округа Земли Войска Донского (с 1870 — Область Войска Донского). Согласно алфавитному списку населённых мест Области Войска Донского 1915 года на хуторе имелось хуторское правление, приходское училище, паровая мельница, земельный надел составлял 1559 десятин, проживало 218 мужчин и 207 женщина.
С 1928 года — в составе Нехаевского района Хопёрского округа (упразднён в 1930 году) Нижне-Волжского края (с 1934 года — Сталинградского края).

## География
Хутор расположен в пределах Калачской возвышенности, относящейся к Восточно-Европейской равнине, в балке Манина, при устье балки Дрягловской, чуть выше хутора Успенка, на высоте около 150 метров над уровнем моря. Почвы — чернозёмы обыкновенные. Почвообразующие породы — глины и суглинки
По автомобильным дорогам расстояние до районного центра станицы Нехаевской — 45 км, до областного центра города Волгограда — 400 км
Часовой пояс
Дрягловский, как и вся Волгоградская область, находится в часовой зоне МСК (московское время). Смещение применяемого времени относительно UTC составляет +3:00.

## Население
Динамика численности населения по годам:
| 1915 | 1989 | 2002 |
| ---- | ---- | ---- |
| 425  | ≈120 | 21   |

| 2010 |
| ---- |
| 12   |